# Misha Quint
Misha Quint (russisch Михаил (Миша) Квинт, deutsche Transkription Michail (Mischa) Kwint; * am 27. April 1960 in Leningrad) ist ein russischer Cellist.

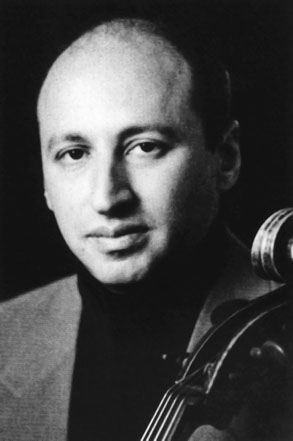
Misha Quint, vor 1991

## Werdegang und musikalische Aktivitäten
Misha Quint begann im Alter von neun Jahren Cello zu spielen. Ein Meilenstein waren erste Wettbewerbserfolge, beginnend mit 13 Jahren (Leningrad, siehe weiter unten). Im Rahmen der weiteren Karriere konzertierte Quint mit bekannten russischen Orchestern wie dem Staatlichen Symphonieorchester Moskau, den Leningrader Philharmonikern, mit dem Staatlichen Orchester Leningrad, mit dem Orchester für Klassische und Zeitgenössische Musik und mit den Sinfonieorchestern von Litauen und Georgien.
1989 ging Quint in die USA. Er debütierte in New York im Y an der 92. Straße und absolvierte sein Orchesterdebüt in der Avery Fisher Hall im Lincoln Center. Er konzertiert oft mit dem Philharmonieorchester von Brooklyn. Seine Soloauftritte fanden in der Metropolitan Symphony, mit dem New Yorker Chamber Orchestra, mit der National Irish Symphony, mit den Kammersymphonikern New York und mit dem Londoner Solisten-Kammerorchester in der Queen Elizabeth Hall statt.
Quint spielte unter der Leitung von Maxim Schostakowitsch, Paul Lustig Dunkel, Colman Pierce, Sidney Harth, Ravil Martinov, Camilla Kolchinsky, Yakov Bergman und Ira Levin.
Die Presse charakterisierte ihn als einen „Meister der Gefühle, des schattierten Phrasierens und von makelloser Technik“. Daniel Webster vom Philadelphia Inquirer schreibt: "„… [seine] Virtuosität lieferte eine frische Stimme …“" und „die Russische Schule der Saiteninstrumente hat mit Quint ein anderes Licht bekommen“. Quints Radiosendungen schließen Auftritte beim QXR „In the Listening Room“ und Live-Auftritte beim WGBH in Boston ein, beim WMNB (New Jersey), WNYC (New York).
Misha Quint spielte die Uraufführungen neuer Stücke von bekannten zeitgenössischen Komponisten wie Schnittke, Basner und Gubaidulina.

## Musikpädagogische Aktivitäten
Misha Quint gehört zum Lehrkörper des Mannes College of Music in der Preparatory Division in New York City.
Er ist Musikalischer Direktor, Gründer und Lehrer des Internationalen Musikfestivals "InterHarmony".
Quint war Fakultätsmitglied des International Institute of Music in Marktoberdorf, Deutschland.
Weiter war er der musikalische Direktor und ist der Gründer des Internationalen Cello-Festivals in Blonay und des Interharmony Musikfestivals in Genf (Schweiz).
Er gab Meisterklassenkurse und Konzerte in England, Deutschland, der Schweiz, Irland und in den USA.

## Internationales Musik-Festival "InterHarmony"

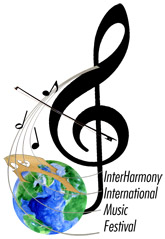

Das Festival findet seit 2005 in Sulzbach-Rosenberg und seit 2012 auch in Arcidosso in der Toskana (Italien) statt. Die Jahre vorher lief es in Birklehof (Deutschland), in San Francisco (Kalifornien) und in den Berkshire Mountains von Massachusetts. Auf diesen Festivals wird intensiv konzertiert. Sie beinhalten öffentliche Aufführungen und Meisterkurse. InterHarmony ist auf Streichinstrumente und das Klavier fokussiert. Misha Quint musizierte in diesem Kontext aber auch mit der nun freischaffenden Sopranistin Caitlin Hulcup und Christa Mayer, Ensemblemitglied der Semperoper Dresden
Das InterHarmony International Music Festival hat Anerkennung in Deutschland und den Vereinigten Staaten gefunden. Der US-Generalkonsul hielt eine Rede beim Abschlusskonzert 2008.

## Auszeichnungen
- Boccherini-Wettbewerb Leningrad, 1. Preis
- 1975: Internationaler Wettbewerb Prag
- 1975: Russischer Nationalwettbewerb
- 2009: CRS-Wettbewerb der Zeitgenössischen Musik.[7]

## Belege
1. 1 2 3 4  Misha Quint Biography. Abgerufen am 8. November 2015.
2. ↑  
Interharmony International Music Festival Presents German InterHarmony Showcase at German House. 3. Mai 2012, archiviert vom Original am 4. März 2016; abgerufen am 1. März 2009.  Info: Der Archivlink wurde automatisch eingesetzt und noch nicht geprüft. Bitte prüfe Original- und Archivlink gemäß Anleitung und entferne dann diesen Hinweis.
3. 1 2  InterHarmony International Music Festival. Abgerufen am 8. November 2015.
4. ↑  http://www.caitlinhulcup.com/
5. ↑  https://www.semperoper.de/ensemble/personen/peid/christa-mayer/42.html
6. ↑  
U.S. Consul General in Bavaria. Archiviert vom Original am 22. April 2009; abgerufen am 8. November 2015.  Info: Der Archivlink wurde automatisch eingesetzt und noch nicht geprüft. Bitte prüfe Original- und Archivlink gemäß Anleitung und entferne dann diesen Hinweis.
7. ↑  CRS Competition. Archiviert vom Original am 12. Oktober 2012; abgerufen am 16. Mai 2010.